# Улица Остапа Вишни (Чернигов)
Улица Остапа Вишни (укр. Вулиця Остапа Вишні) — улица в Новозаводском районе города Чернигова. Пролегает от улицы Ивана Богуна до тупика возле улицы Декабристов, исторически сложившаяся местность (район) Красный Хутор.
Нет примыкающих улиц.

## История
улица 4-й Черторыйский Яр была проложена в конце 1950-х годах.
В 1960 году улица получила современное название — в честь украинского советского писателя Остапа Вишни.

## Застройка
Парная и непарная стороны улицы заняты усадебной застройкой: дома с № 6 по № 19А, где нумерация начинается с северной стороны и заканчивается на южной стороне улицы. Начало улицы занято многоэтажной жилой застройкой — один 9-этажный дом и дома улицы Ивана Богуна.
Учреждения: нет